# Русаковка
Русако́вка (до 1948 года Коке́й Ру́сский; укр. Русаківка, крымскотат. Kökey, Кокей) — село в Белогорском районе Республики Крым, центр Русаковского сельского поселения (согласно административно-территориальному делению Украины — Русаковского сельского совета Автономной Республики Крым).

## Население
| 2001 | 2014 |
| ---- | ---- |
| 944  | ↘918 |

Всеукраинская перепись 2001 года показала следующее распределение по носителям языка
| Язык             | Процент |
| ---------------- | ------- |
| русский          | 65.25   |
| крымскотатарский | 18.54   |
| украинский       | 13.98   |
| другие           | 0.21    |

### Динамика численности
| - 1926 год — 57 чел. - 1939 год — 92 чел. - 1974 год — 1079 чел. - 1989 год — 885 чел. | - 2001 год — 944 чел. - 2009 год — 971 чел. - 2014 год — 918 чел. |

## Современное состояние
На 2017 год в Русаковке числится 6 улиц и местность «Трасса Симферополь-Керчь 38 км»; на 2009 год, по данным сельсовета, село занимало площадь 135,3 гектара на которой, в 373 дворах, проживало 971 человек. В селе действуют средняя общеобразовательная школа, детский сад «Солнышко», сельский Дом культуры, библиотека-филиал № 14, фельдшерско-акушерский пункт, отделение Почты России. Русаковка связана автобусным сообщением с райцентром, Симферополем и соседними населёнными пунктами.

## География
Русаковка расположена на севере района, на стыке степной зоны Крыма и предгорий Крымских гор, в балке безымянного ручья, теряющегося в степи (на верстовой карте 1890 года подписан, как овраг Калфе-Алим-Чокрак), высота центра села над уровнем моря — 242 м. Ближайшее село — Луговое — в 1,5 км ниже по балке (к северу). Расстояние до райцентра — около 19 километров (по шоссе), до ближайшей железнодорожной станции Симферополь примерно 40 километров. Транспортное сообщение осуществляется по региональной автодороге 35Н-118 Луговое — Балки (по украинской классификации — С-0-10342).

## История
Село основано в 1920 году переселенцами из села Петрово, в доступных документах поселения Кугей (русский и татарский) впервые встречаются на карте Крыма 1924 года. В Списке населённых пунктов Крымской АССР по Всесоюзной переписи 17 декабря 1926 года в состав упразднённого к 1940 году Аргинчикского сельсовета Карасубазарского района входили сёла Кугей (русский), (9 дворов, население 54 человека, из которых было 26 русских и 24 немца) и Кугей (немецкий) — 8 дворов, 57 жителей (51 немец, 5 русских, 1 записан в графе «прочие»). (Более Кугей (немецкий) ни в одном доступном историческом документе не встречается). В 1928 году в селе организован колхоз «Свой труд». По данным всесоюзной переписи населения 1939 года в селе проживало 92 человек. Вскоре после начала Великой Отечественной войны, 18 августа 1941 года крымские немцы были выселены, сначала в Ставропольский край, а затем в Сибирь и северный Казахстан.
В 1944 году, после освобождения Крыма от нацистов, 12 августа 1944 года было принято постановление № ГОКО-6372с «О переселении колхозников в районы Крыма», в исполнение которого в район завезли переселенцев: 6000 человек из Тамбовской и 2100 — Курской областей, а в начале 1950-х годов последовала вторая волна переселенцев из различных областей Украины. С 25 июня 1946 года Когей в составе Крымской области РСФСР. Указом Президиума Верховного Совета РСФСР от 18 мая 1948 года, Когей русский (или Кокей русский) переименовали в Русаковку (видимо, опустевший после депортации Когей немецкий было решено не возрождать). В августе 1950 года мелкие хозяйства сельсовета были объединены в колхоз им. В. И. Ленина с центральной усадьбой в селе Луговое, в апреле 1952 года переведённая Русаковку — видимо, тогда же был создан сельсовет (на 1960 год он уже существовал). 26 апреля 1954 года Крымская область была передана из состава РСФСР в состав УССР.
В период с 1954 по 1968 годы к селу присоединили Вернадовку. В 1963 году сельхозартель имени В. И. Ленина переименована в колхоз «Рассвет», в 1968—1969 годах были построены средняя школа и Дом культуры. На 1974 год в Русаковке числилось 1079 жителей. По данным переписи 1989 года в селе проживало 885 человек. С 12 февраля 1991 года село в восстановленной Крымской АССР, 26 февраля 1992 года переименованной в Автономную Республику Крым. С 21 марта 2014 года в составе Крыма аннексирована Россией.